# سفيري أنكار ويسدال
سفيري أنكار ويسدال (بالنرويجية البوكمول: Sverre Anker Ousdal)‏ هو ممثل نرويجي، ولد في 18 يوليو 1944 في النرويج. من الجوائز التي نالها وسام القديس أولاف.

## جوائز
- وسام القديس أولاف

## وصلات خارجية
- سفيري أنكار ويسدال على موقع IMDb (الإنجليزية)
- سفيري أنكار ويسدال على موقع قاعدة بيانات الأفلام العربية
- سفيري أنكار ويسدال على موقع ألو سيني (الفرنسية)
- سفيري أنكار ويسدال على موقع ميوزك برينز (الإنجليزية)
- سفيري أنكار ويسدال على موقع أول موفي (الإنجليزية)
- سفيري أنكار ويسدال على موقع قاعدة بيانات الأفلام السويدية (السويدية)
- سفيري أنكار ويسدال على موقع ديسكوغز (الإنجليزية)
- سفيري أنكار ويسدال على موقع قاعدة بيانات الفيلم (الإنجليزية)
- سفيري أنكار ويسدال على موقع كينوبويسك (الروسية)